# Suore francescane di Nostra Signora del Perpetuo Soccorso
Le Suore Francescane di Nostra Signora del Perpetuo Soccorso (in inglese Franciscan Sisters of Our Lady of Perpetual Help) sono un istituto religioso femminile di diritto pontificio: le suore di questa congregazione pospongono al loro nome la sigla O.S.F.

## Storia

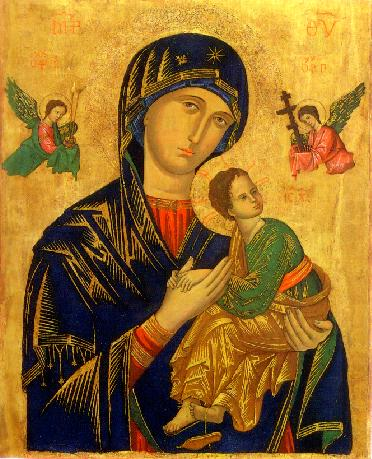
L'icona della Madre del Perpetuo Soccorso, titolare della congregazione

La congregazione fu fondata da tre religiose (Solana Leczna, Ernestine Matz e Hilaria Matz) che si staccarono dalle suore francescane di Maria Immacolata di Joliet e il 29 maggio 1901, presso la chiesa di San Stanislao a Saint Louis, diedero inizio a un'opera per l'educazione dei figli degli immigrati polacchi.
Le suore estesero presto la loro attività all'insegnamento nelle scuole rurali, all'assistenza agli ammalati (1952) e al lavoro nelle missioni (nel 1962 aprirono una casa a Phuket).
L'istituto, aggregato all'ordine dei frati minori dal 15 ottobre 1907, ricevette il pontificio decreto di lode nel 1931 e l'approvazione definitiva delle sue costituzioni il 6 giugno 1939.

## Attività e diffusione
Le suore si dedicano all'educazione della gioventù e all'assistenza agli ammalati.
Sono presenti in diverse regioni degli Stati Uniti d'America; la sede generalizia è a Saint Louis, nel Missouri.
Alla fine del 2008 la congregazione contava 108 religiose in 58 case.